# Chan Chun Hing
Chun Hing Chan (em chinês:  陳 振興; nascido em 24 de abril de 1981) é um ciclista profissional honconguês. Competiu representando o Honguecongue nos Jogos Olímpicos de Verão de 2008 e de 2012, terminando respectivamente em 40º e 38º na prova de cross-country.
Ele é especialista em cross-country de mountain bike, mas também ocasionalmente participa de corrida de estrada.